# Oligosoma zelandicum
Oligosoma zelandicum là một loài thằn lằn trong họ Scincidae. Loài này được Gray mô tả khoa học đầu tiên năm 1843.

## Hình ảnh

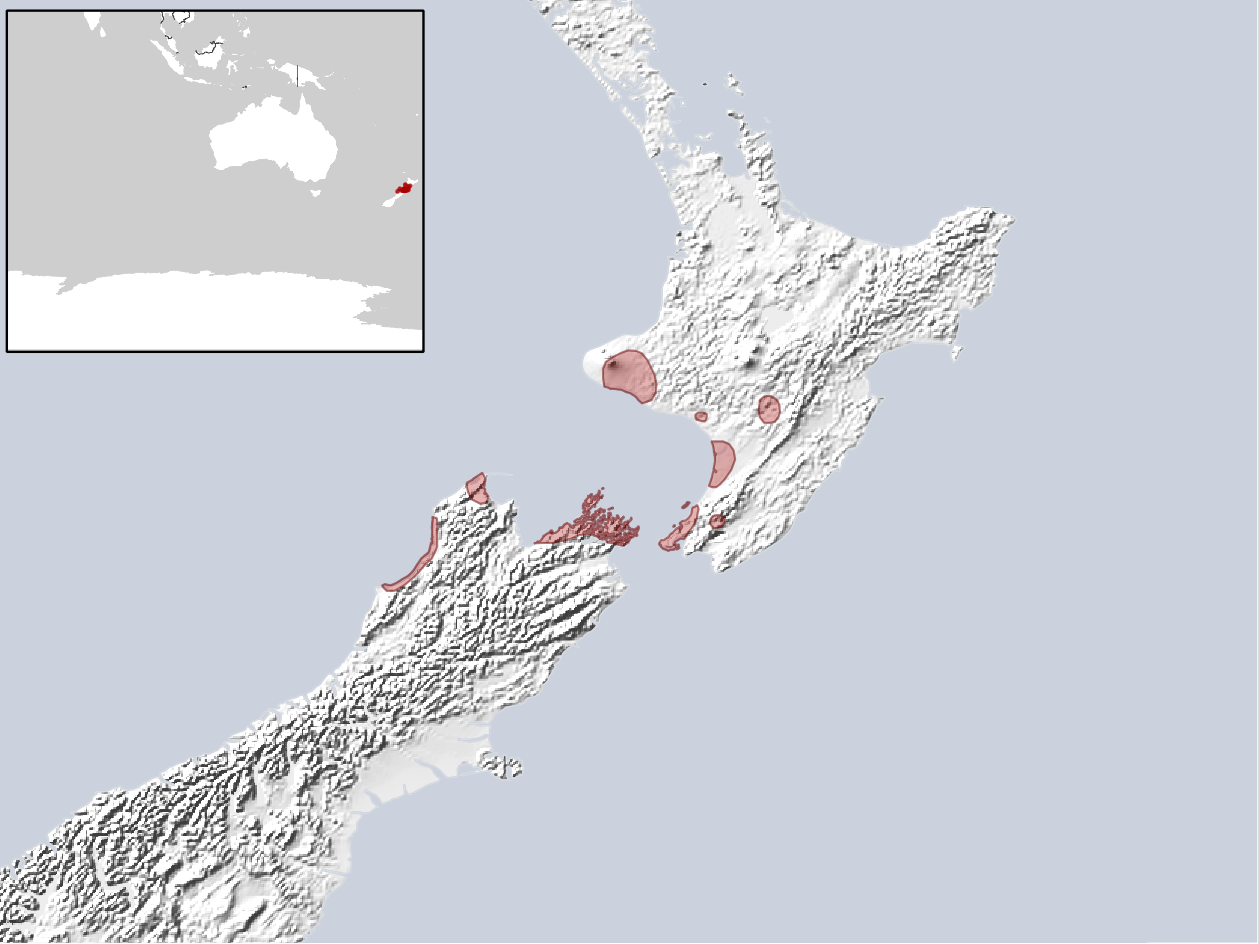